# Монтевесковадо (Салерно)
Монтевесковадо је насеље у Италији у округу Салерно, региону Кампанија.
Према процени из 2011. у насељу је живело 65 становника. Насеље се налази на надморској висини од 73 м.